# Commission sur l'unification de la prononciation
La Commission sur l'unification de la prononciation (chinois traditionnel : 讀音統一會 ; chinois simplifié : 读音统一会 ; pinyin : dúyīn tǒngyī huì ; zhuyin : ㄉㄨˊ ㄧㄣ ㄊㄨㄥˇ ㄧ ㄏㄨㄟˋ est une commission qui a lieu en Chine en 1912-1913, à la suite de la chute de l'Empire mandchou de la dynastie Qing et la fondation de la République de Chine (1912-1949) et qui vise à unifier le mandarin et la méthode d'apprentissage de sa prononciation.
La commission est créée par Wu Zhihui le 22 mai 1913, à la suite de la conférence de Cai Yuanpei en juillet 1910, puis un premier brouillon crée le 7 août 1912, en vue d'établir le zhuyin.